# Calianotus sastianus
Calianotus sastianus är en mångfotingart som först beskrevs av Chamberlin 1910.  Calianotus sastianus ingår i släktet Calianotus och familjen plattdubbelfotingar. Inga underarter finns listade i Catalogue of Life.